# Aaron Aaronsohn
Aaron Aaronsohn (? 1876, Bacău, Romania - 15 de maig 1919) fou un científic, agrònom, botànic, explorador, home de negocis, i polític jueu de Palestina.
Aaronsohn és conegut especialment pel seu descobriment de l'espelta bessona silvestre que va anomenar «mare del blat», i tanmateix pel seu rol com a fundador i dirigent del Nili, un grup jueu d'espionatge per al Regne Unit durant la Primera guerra mundial.

## Biografia
Amb els seus pares, emigra als sis anys a Palestina, part en aquell temps de l'Imperi Otomà on va instal·lar-se a Zihron Yaakov, una colònia agrícola jueva. Després dels seus estudis a França, pagats pel baró Edmond de Rothschild (1845-1934), Aaronsohn comença a estudiar la flora de Palestina i es converteix en cap d'un grup d'experts en el tema.
En el transcurs d'una excursió al mont Hermon, descobreix dues plantes d'espelta bessona silvestre, transcendent descobriment, tant per als agrònoms com per als historiadors, això el fa cèlebre a nivell mundial, permetent-li viatjar als Estats Units i obtenir finançament per a obrir una estació experimental a Atlit.
Gràcies a les seves informacions obtingudes per la red «Nili»" a l'exèrcit britànic, el general Edmund Allenby (1861-1936) condueix un atac sorpresa a Beerxeba, envoltant les fortes defenses turques a Gaza. Després de la Gran Guerra, Chaim Weizmann (1874-1952) l'incorpora al seu grup de treball a la Conferència de Pau de París de 1919, però Aaronsohn mor en un accident d'aviació travessant el Canal de la Mànega. Els seus treballs van ser publicats de manera pòstuma.
Obra destacada
- Agricultural and botanical explorations in Palestine. 1910.
- Reliquiae Aaronsohnianae, 1940.